# Jacques Tailhié
Jacques Tailhié (1700-1778) fue un historiador y religioso nacido en la diócesis de Agen, Lot y Garona, Francia

## Biografía
Jacques, discípulo del célebre historiador Charles Rollin, le conservó una deferencia y estimado afecto, mostrando un agradecimiento esmerado, y a fin de allanar a los jóvenes la lectura de la obra histórica de Rollin, publicó compendios de ella, y el insospechado rutilante éxito que alcanzó su primer compendio, la historia antigua, fue lo que determinó su vocación por las letras.
Jacques había seguido el estado eclesiástico, pero lo particular de su vida ha quedado relegado en el olvido, y en su compendio de la historia romana aparecen reflexiones críticas, políticas y morales, y también entre otras, también redactó una biografía de Luis XII de Francia, una cronología histórica de la Compañía de Jesús, sobre la ley del silencio, índice de los libros prohibidos de Roma, y sus dos compendios disputaron con el compendio de historia antigua y moderna del capellán de la Orden de San Lázaro de Jerusalén y profesor de filosofía en el Liceo Louis-le-Grand Tomas Royon (1741-1792).

## Obras
- Compendio de la historia antigua de Rollin, Laussanne, 1744, en 12º.
- Compendio de la historia romana, París, 1755, 4 vols., Lyon 1801, 1805, 1825 en 12º
- Historia de Luis XII, Milán, París, 1755, 3 vols.
- Compendio cronológico de la historia de la Compañía de Jesús, 1759.
- Observaciones sucintas y pacíficas sobre los escritos en pro y en contra de la ley del silencio, 1760, en 12º.
- Retrato de los jesuitas, 1762, en 12º.
- Historia de las empresas del clero sobre la soberanía de los reyes, 1767, 2 vols.
- Índice de los libros prohibidos de Roma, 19 de julio de 1768
- Tratado de la naturaleza y gobierno de la Iglesia, Berna, 1768, 3 vols. en 12º.